# Шендеров, Александр Семёнович
Александр Семёнович Шендеров (28 октября 1897, Ростов-на-Дону — 2 ноября 1967, Ленинград) — русский и советский художник, живописец. Ученик М. В. Добужинского, К. С. Петрова-Водкина.

## Биография
Начинает рисовать в школьные годы в Ростове-на-Дону. После окончания классической гимназии проходит курс анатомии в Университете и курс истории искусств в Археологическом Институте. В 1918-19 гг. успешно участвует в городских художественных выставках.
В 1921 году переезжает в Петроград, где знакомится с А. Н. Бенуа, который заведует в это время картинной галереей Эрмитажа. Изучение живописи старых мастеров под руководством Бенуа определяет художественные пристрастия молодого Шендерова. Его особенно привлекает наследие итальянского Возрождения, шедевры эрмитажной коллекции «малых голландцев». Академическое образование Шендеров начинает в мастерской К. С. Петрова-Водкина, но занимается там недолго и переходит в художественную школу А. Ф. Гауша, где учится у М. В. Добужинского, что, по мнению А. Корзухина, «определило его прочную принадлежность к ленинградской школе художников». В кругу его друзей и единомышленников — ленинградские художники Н. Лансере, Г. Верейский, В. Воинов, В. Гринберг. Вместе с ними он участвует в 1924 году в последней выставке произведений членов художественного объединения «Мир искусства», у истоков которого стоял А. Бенуа.
Первые произведения Шендерова отмечены особым вниманием к классической традиции. Острота образного замысла сочетается в них с тщательностью живописной техники в духе старых мастеров. В портретах актёра М. Гипси (1923 и 1924), в «Натюрморте с курицей» (1926) он мастерски использует гладкое письмо с лессировками и виртуозной передачей фактуры предметов и тканей. Отмечая эти свойства живописи Шендерова, некоторые исследователи склонны сближать его произведения начала 1920-х годов с идеями и живописным методом «Новой вещественности».
18 ноября 1934 года был арестован, осуждён на три года ИТЛ. Пребывание в тюрьме и исправительно-трудовом лагере на канале Москва-Волга, а затем и запрет жить в Ленинграде, искусственно вырывают его из привычной художественной среды. После досрочного освобождения в 1936 году, Шендеров переезжает в Ростов и продолжает работать. Возобновляется интерес к анималистическому рисунку, который занимал его и прежде. Он обращается к жанровой живописи, к лирической трактовке обнаженной натуры («Женщина, моющая ноги», 1936), к натюрморту ("Натюрморт с зеркалом, 1936) к портрету. Именно в это предвоенное время создан, редкий в иконографии композитора, портрет молодого Д. Д. Шостаковича, недолго концертировавшего в Ростове весной 1941 года.
Стилистика произведений этого короткого периода до начала сороковых годов меняется. От гладкого письма с лессировками и от элементов монохромности ранних работ художник переходит к плотному выразительному мазку, к глубокому и звучному цвету, к сложным импрессионистическим эффектам в передаче состояния природы и архитектуры в ней. После пережитого в тюрьме и лагере, естественно его обращение к миру домашнего уюта («В ванной», 1937), к пейзажу Ленинграда, оставленного не по своей воле. В 1938 году он совершает туда краткий визит и пишет ряд пейзажей, полных ностальгического любования разнообразными ликами любимого города («Невский проспект», «Эрмитаж», «Мойка ночью» — все 1939 г.). В это же время продолжается разработка темы балета: («У стены (Три балерины)», 1937, " «Балерина Ирина С.», 1938).
В июне 1941 года А. С. Шендеров уходит добровольцем в действующую армию, где служит рядовым санитаром. После досрочной демобилизации из-за обострившейся болезни, приобретенной в лагере, он в 1944 году возвращается в Ростов, недавно освобожденный от оккупации, и узнает, что все его произведения, хранившиеся в мастерской, вывезены оккупационной администрацией в Германию. Состояние личного смятения, переживание разрушений, которым подвергся его родной город, когда в нём хозяйничали вражеские войска, — все это находит выражение в остро эмоциональных полотнах 1944- 45 годов. «Трагический пейзаж», «Троллейбусы на Садовой» (оба 1944) отличаются повышенным динамизмом композиции и цвета. В первом преобладают густые, тяжелые оттенки синего, темно красного и чёрного. Во втором особо акцентируется мотив движения, волнения в природе и атмосфере города, звучат темно зеленые и охристые сочетания.
Постепенно художник находит в себе силы для воплощения более оптимистических настроений. Он создает ряд крупно форматных полотен, на былинно-сказочные темы. Яркие цветовые акценты «Сказки о царе Салтане» (1945) и «Сказки о золотом петушке» (1944) несут в себе музыкальные реминисценции, усиленные воспоминаниями о мире русской оперы периода «Могучей кучки», которым художник был увлечен в молодости. Теперь он пишет и лирические жанровые полотна с обнаженной фигурой в интерьере. Настойчиво разрабатывает новые приемы живописной трактовки предмета и фона («Спящий мальчик», «Обнаженная с веером» — оба 1945 г.)
Однако новый прилив творческих сил и успешное участие Шендерова в выставке произведений художников Ростовской области в 1946 году, снова искусственно прерываются. После печально известного партийного постановления "О журналах «Звезда» и «Ленинград», в обстановке всеобщей подозрительности и перестраховки от возможных обвинений в отклонении от единого метода социалистического реализма, его исключают из Ростовского Союза художников за «формализм и эстетство», лишают работы и средств существования. Ряд неудачных попыток найти своё законное место в художественной среде, заставляют художника покинуть Ростов. Он уезжает на Урал и в 1950-51 годах и преподает рисунок и живопись в Уральском художественно-промышленном училище Нижнего Тагила (педагогическую деятельность он с успехом вел и раньше в Ленинградском Институте промышленного строительства).
Заслуженное признание приходит к Шендерову в середине 1950-х годов. После реабилитации и отмены административных ограничений, он, наконец, возвращается в Ленинград и целиком отдается творчеству, свободному от всяких наветов.
Здесь он снова в близком круге ленинградских единомышленников. Много рисует в зоопарке, с увлечением работает в экспериментальной литографской мастерской Ленинградского Союза художников, создает несколько серий автолитографий на темы балета и жизни животных. В этих новых произведениях он добивается оригинального использования цвета, извлекая из техники литографии эффекты, близкие масляной живописи. Живописность особенно характерна для серии листов по мотивам «Книги Джунглей» Р. Киплинга (1960). Такое отношение к цвету совпадает с аналогичными поисками известных ленинградских живописцев: Пакулина, Ведерникова, Русакова, Каплана. После множества натурных штудий балерин, отдыхающих или ожидающих выхода на сцену, естественным оказался переход художника к живописным композициям на темы балета в живописи («Танец с веерами», «На репетиции», «Балерины с солнышком» — все 1961).
Шестидесятые годы стали особенно плодотворными для Шендерова. За недолгие семь лет им было создано множество совершенно оригинальных полотен. Иначе трактует он жанровые мотивы. Иногда художник сочетает женскую фигуру с натюрмортом. Иногда — погружает её в интерьер. Таковы например, «Обнаженная на голубом покрывале» (1962), или «Спящая и натюрморт» (1963).
Особое место среди живописных композиций этого времени занимает цикл из пяти полотен посвященных цирку: «Воспоминания о цирке 1», «Выход слонов», «Дрессировщица леопардов» (все 1960), «Морской лев-жонглер» (1965), «Вальс. Сиреневый конь» (1967). Яркость и торжественность общего колорита, звонкие сочетания локальных цветовых плоскостей и предельное заполнение пространства холста близки в этих композициях приемам иконописи. Фантазия и реальность сплетается здесь то в глубоко поэтических, то в брутальных сценах цирковой жизни, знакомой художнику также хорошо, как жизнь балета.
Последние четыре года жизни оказались необычайно плодотворными для Шендерова. Хотя возобновились его прежние недуги, художник проводил все время за мольбертом, все чаще обращаясь к миру воспоминаний, не пользуясь натурой, а доверяя своему безошибочному глазу. Так была создана новая серия натюрмортов последних лет: «Пять стульев»(1964), «Ломберный стол», «Бильярд», «Натюрморт с шахматной доской» (все — 1966) и другие. Теперь художника интересовал не просто мир вещей. Он смотрел на предметный мир, как на особую часть человеческого окружения. В его новых композициях сложился тип интеллектуального натюрморта, картины-размышления, предполагающей незримое присутствие человека.
В 1975 году в Ленинграде в залах ЛОСХа состоялась большая посмертная выставка произведений Шендерова, показанная затем в нескольких городах: во Львове, Баку и Ростове-на-Дону. Произведения художника хранятся в Государственной Третьяковской галерее, Государственном Русском музее, в Художественном музее Ростова-на-Дону, в художественных галереях Петрозаводска, Архангельска и Перми, в Музее Анны Ахматовой в Санкт-Петербурге и др.
1. 1 2  Художник. 1976, № 1. С.64.
2. ↑  Новая вещественность Николая Загрекова и русские художники. Каталог. СПБ. «Петроний».2007. Сс. 87,115,117
3. ↑  Списки жертв (общество «Мемориал»). Дата обращения: 23 декабря 2023. Архивировано 23 декабря 2023 года.